# Kotarnica
Kotarnica (1156 m) – szczyt w Grupie Lipowskiego Wierchu i Romanki w Beskidzie Żywiecko-Orawskim. Znajduje się w północno-wschodnim grzbiecie Romanki, oddzielony od niego przełęczą i wierzchołkiem Majcherkowej (drugi wierzchołek Romanki). Na Kotarnicy grzbiet Romanki rozgałęzia się na dwa ramiona; krótsze w kierunku północno-wschodnim opada do doliny Sopotni, dłuższe poprzez Łazy opada w kierunku północnym. Głęboką doliną między tymi ramionami spływa Potok Pierlaków (dopływ Sopotni), z przeciwległych stoków Kotarnicy spływa potok Raztoka (dopływ Sopotnianki).
Obecnie Kotarnica jest porośnięta lasem, dawniej jednak znajdowało się na niej wiele polan. Na mapie Geoportalu zaznaczone są na jej stokach i na grzbiecie Kotarnica – Łazy polany: Jaworzyna, Polana Łobozia, Góra, Polana Sietkowa, Kodasówka, Juraszkowa, Łobozia, Nowa, Stara, Polana Monarska, Olciówka. Pod koniec XIX wieku Żywiecczyzna była tak przeludniona, że na potrzeby pasterstwa wytworzono na stokach gór liczne i intensywnie eksploatowane polany i hale, Góry były znacznie bardziej bezleśne niż dzisiaj. Obecnie z powodu nieopłacalności ekonomicznej pasterstwo załamało się, polany i hale albo zostały zalesione, albo pozostawione swojemu losowi i samorzutnie zarastają lasem.
Grzbietem Kotarnicy biegnie granica między miejscowościami Sopotnia Mała (stoki zachodnie) i Sopotnia Wielka (stoki wschodnie) – obydwie w województwie śląskim, w powiecie żywieckim, w gminie Jeleśnia. Na szczycie Kotarnicy krzyżują się dwa szlaki turystyczne.

## Szlaki turystyczne
Sopotnia Mała – Łazy – Kotarnica – Romanka
 Sopotnia Wielka – Kotarnica